# Izvoarele, Prahova
Izvoarele (mai vechi, Isvoare) este satul de reședință al comunei cu același nume din județul Prahova, Muntenia, România.
Așezarea este atestată documentar în 1711.
În localitate funcționează Școala cu clasele I-VIII „Traian Săvulescu”, înființată în anul 1881. Stație de cale ferată pe magistrala 304. =.